# Handsa
 (mars 2012).
Handsa ou han’sa, (prononcé avec un h aspiré et avec un n palatalisé) est une sorte de whisky de grain, fabriqué à partir de seigle, produit au Sud de l'Estonie. Bien qu'il ne soit pas légalisé, il est considéré comme une partie importante de la culture du Sud, notamment au Royaume de Setumaa.

## Composition
À cause de son statut juridique, il n’y a pas beaucoup d’informations publiques disponibles sur la préparation de handsa. On peut cependant en énumérer les caractéristiques les plus importantes :
- Le Handsa est fabriqué à partir de seigle.
- Il est fabriqué à domicile.
- Le degré d’alcool en est supérieur à 40°
- Il est distillé deux fois. La distillation est faite à l’aide de vapeur d’eau.

Il existe beaucoup de versions de cette boisson, dont les plus connues sont « brun » et « blanc ». Le Handsa blanc est une version fraîche et le Handsa brun est gardé en fûts de chêne ou dans d'autres types de fûts avec de la poudre de chêne.

## Place dans la culture
Pour les Setos, c’est l’alcool national qu’ils ont produit depuis toujours. C’est consommé aux fêtes et chez-soi. Aux fêtes le handsa a un rôle important et il y a quelques traditions pour le consommer. Par exemple, le handsa est normalement servi d’un verre pour que quelqu’un puisse contrôler la consommation de cette boisson très forte. Au jour du Royaume, il y a normalement des dégustations et un maitre de handsa est élu, au jour des ancêtres, les gens vont aux cimetières pour boire avec les morts etc.

## Controverse
D’après les lois d’Estonie, il est illégal de produire des boissons alcooliques fortes (plus de 22° d'alcool) à domicile, donc il est interdit de fabriquer du handsa pour la consommation personnelle. Mais être produit de cette manière est une spécificité du handsa. Des efforts sont faits pour organiser une distillerie pour que les gens puissent venir avec leur seigle et faire leur handsa sous conditions contrôlées et en payant l’accise.
L’atmosphère n’est pas amicale pour un nouvel alcool. D’après les statistiques les Estoniens sont parmi les plus grands consommateurs d’alcool de l’Union européenne. Un grand nombre d'accidents et de morts sont liés à l’alcool. Par exemple, alors que les lois sont impitoyables – il est interdit de conduire avec de l’alcool dans le sang – beaucoup d’accidents de voiture sont quand même liés à l’alcool. Des campagnes sociales sont organisées pour minimiser la consommation. Le gouvernement a peur que la légalisation du handsa augmente la consommation d’alcool déjà élevée.
L’avis des gens qui connaissent la boisson diffère de celui du gouvernement. Un avis populaire est de comparer le handsa avec les eaux-de-vies en Europe. Ahto Raudoja, un activiste de la culture des Setus, écrit : « Chaque nation a ses traditions. Dans les pays du vin, il est une habitude de faire fermenter ce qui reste du pressage du vin et distillé des boissons forts. C’est la manière dont les géorgiens utilisent pour faire le tšatša qu’est connue dans les autres places sous le nom de grappa. Les pommes, les prunes, les abricots et autres fruits sont utilisés pour faire les boissons fortes. Les noms sont respectivement calvados, slivovitš, balinka etc. »
Le psychologue Avo-Rein Tereping protège aussi la tradition avec son article dans Postimees où il dit qu’en Europe les petits producteurs d’alcool sont des phénomènes acceptables et même les comptoirs dans les magasins d’Estonie sont remplis des eaux-des-vies qui viennent des autres pays.